# Ziemia różańska

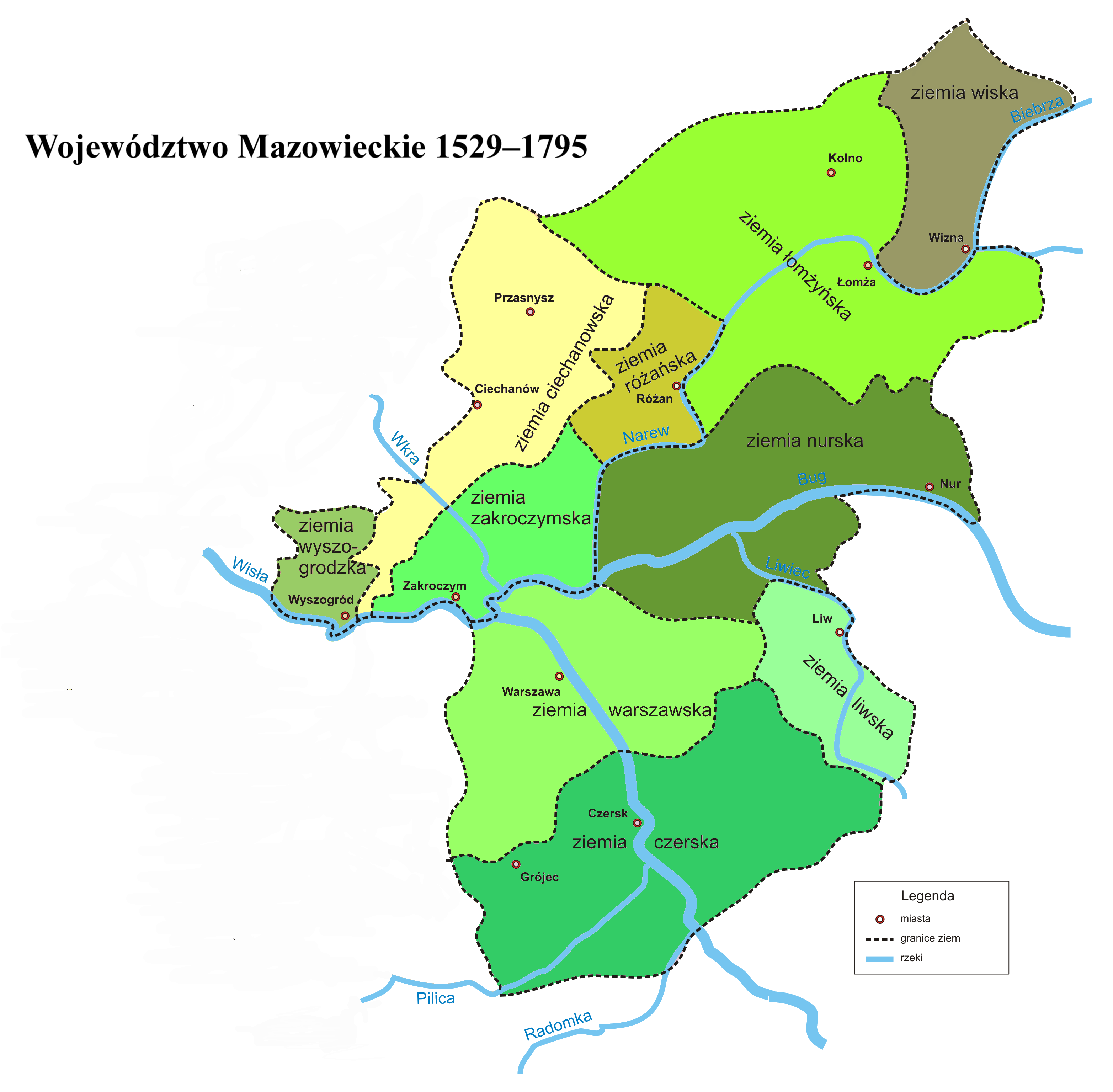
Ziemia różańska jako część województwa mazowieckiego w latach 1529-1795

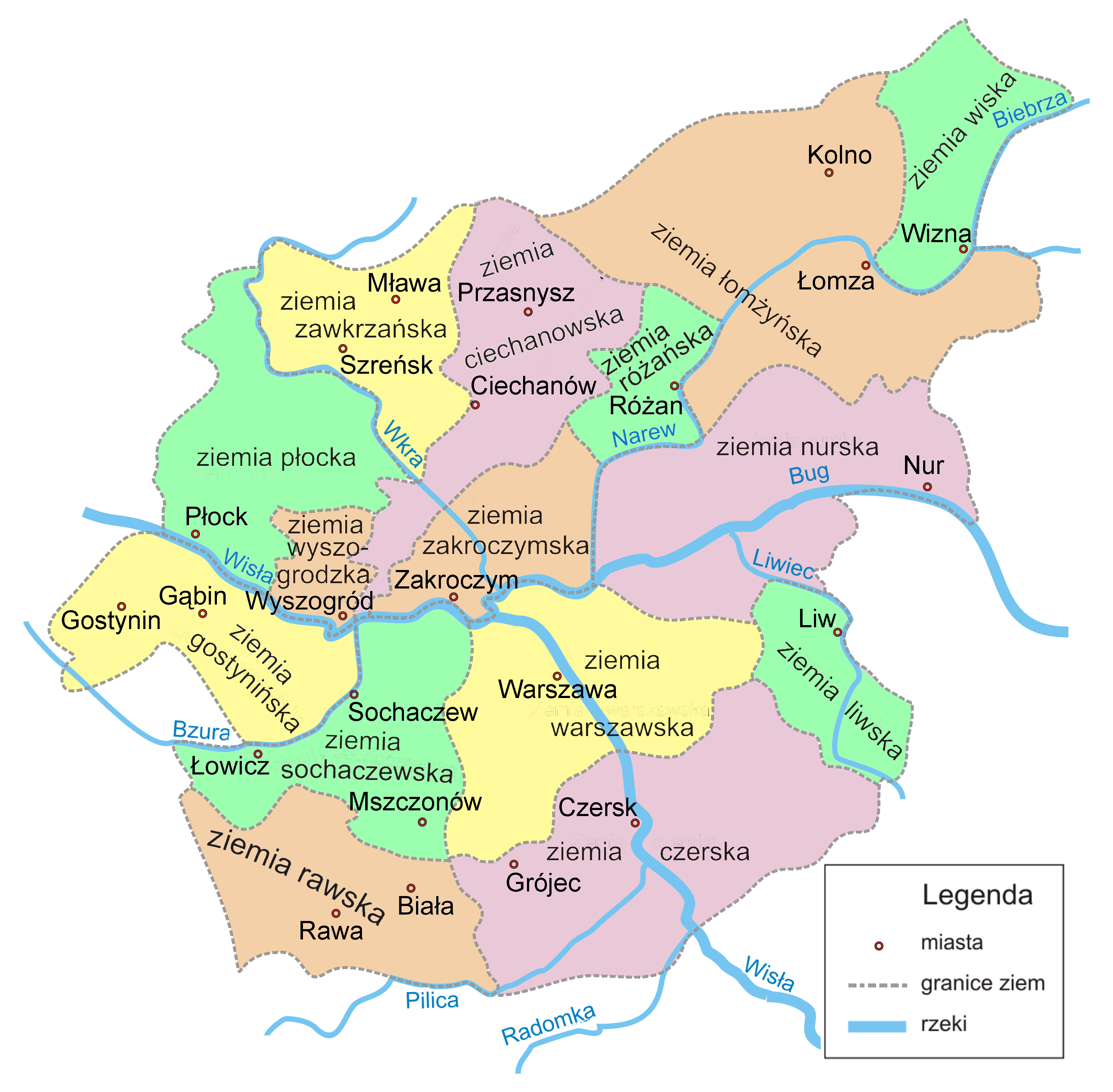
Ziemia różańska i inne ziemie Mazowsza (XIII–XVIII w.)

Ziemia różańska (zwana niekiedy ziemią makowską) – ziemia województwa mazowieckiego po włączeniu Księstwa Mazowieckiego do I Rzeczypospolitej w 1526, wcześniej ziemia Księstwa Mazowieckiego. Stolicą ziemi był Różan.

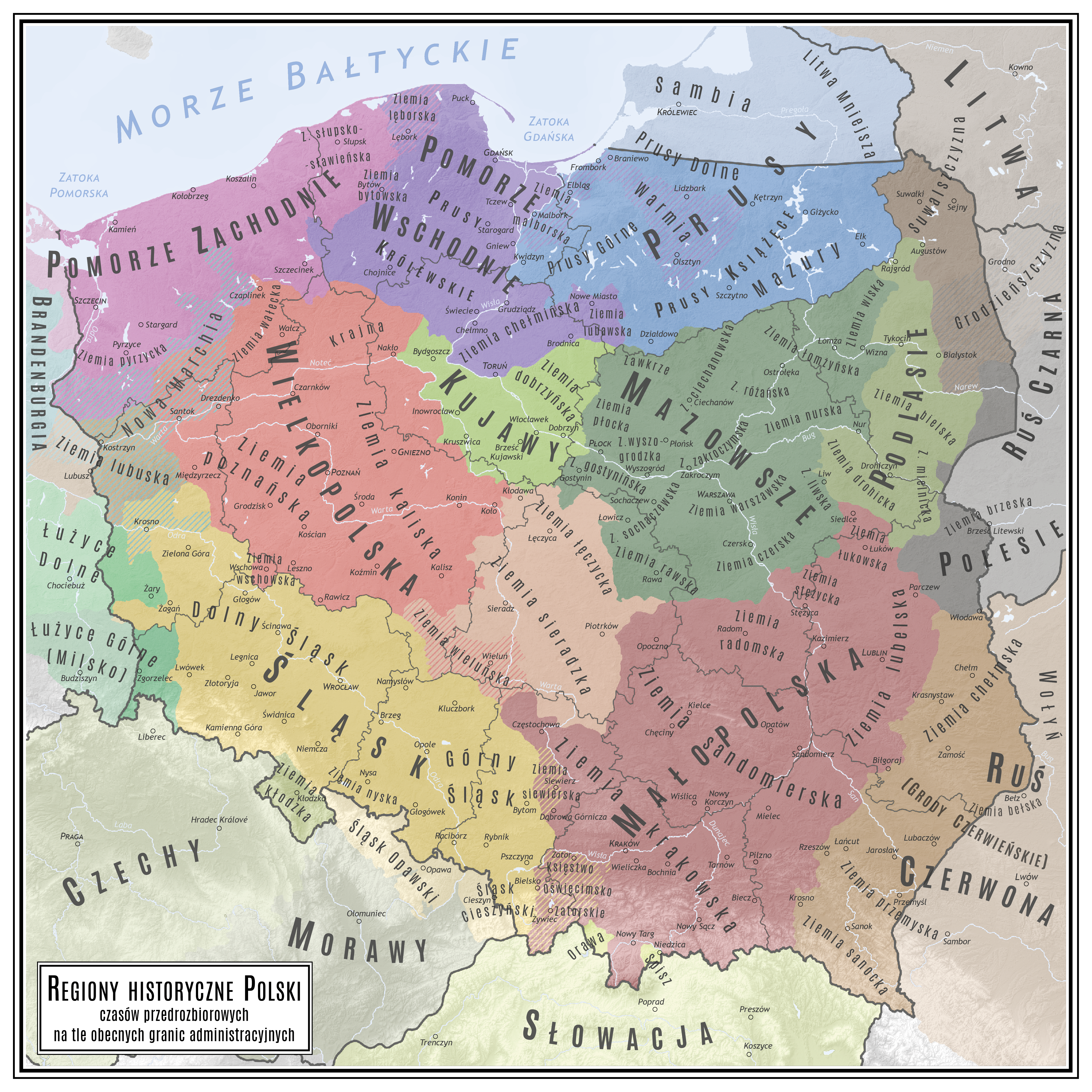
Ziemia różańska, Mazowsze i inne krainy historyczne Polski na tle współczesnych granic administracyjnych

Dzieliła się na dwa powiaty: makowski i różański. Sejmikowała w Różanie, wybierała dwóch posłów na sejm walny i deputata na Trybunał Główny Koronny co piąty rok.
| Powiat                   | Powierzchnia w km² |
| ------------------------ | ------------------ |
| powiat makowski          | 353                |
| powiat różański          | 569                |
| ziemia różańska– Razem Σ | 922                |